# TG102型柴油机车
TG102型柴油机车是苏联铁路的一种干线客运柴油机车，也是苏联国内少数能够投入批量生产的液力传动干线柴油机车车型之一，最初由位于乌克兰的卢甘斯克机车制造厂设计制造，后来转由列宁格勒机车制造厂继续改进。

## 发展历史
1959年，卢甘斯克机车制造厂在TG100型柴油机车的基础上，开发研制了TG102型干线客运柴油机车。该型机车采用液力传动、单机双机组设计，每台机车设有两套由卢甘斯克机车制造厂研制的Л60型液力传动箱，并装用两台1000马力的М756型高速柴油机。但由于苏联的高速柴油机和液力传动装置技术水平不高、设备故障较多、可靠性很差，因此只能采取降低功率的办法，将1000马力的柴油机限制在820马力使用。TG102-001号原型车出厂后，卢甘斯克机车制造厂将必要的机车图纸及技术资料转交给列宁格勒机车制造厂。
1960年10月，首批由列宁格勒机车制造厂生产的TG102型机车落成出厂，并开始小批量生产。部分机车改为采用西德福伊特公司的L217型液力传动箱，液力传动箱改为安置在车体底架上，这些机车被称为TG102R型（ТГ102Р）。1962年，列宁格勒机车制造厂试制了首台采用整体承载式车体的TG102K型机车，该型机车改用标准化的УГП750-1200型液力传动装置，并对冷却系统作出了改进。1964年，苏联交通部中央运输工程科学研究院（ЦНИИ）对TG102K型机车进行了性能试验，显示液力传动装置平均传动效率约为29.2%，当时速为100～110公里的传动效率可达到33%。
至1965年停产，卢甘斯克机车制造厂和列宁格勒机车制造厂共生产了79台各种类型的TG102型机车，主要配属于十月铁路局列宁格勒-维捷布斯克机务段，担当客运及货运牵引任务，后来亦有部分机车配属波罗的海铁路局使用。1973年至1984年间，TG102型机车陆续停运报废。

## 技术特点

### 总体结构
TG102型柴油机车是双节重联的干线客运用八轴柴油机车，由两节结构相同的单司机室六轴机车通过车钩连接而成，两车连接部分设有通过台及风挡，亦可以根据需要分解为两台机车独立运行。机车采用非承载式车体，车体各项载荷全部由底架承担，车体侧墙和顶盖不参与承载。司机室是分开制造的，并用螺栓固定在底架上并与车体相连，并设有橡胶垫片以减少司机室承受的振动。每节机车的走行部为两台二轴转向架，底架和车体重量通过四点式旁承由两台转向架支承，牵引力和制动力通过心盘传递。转向架构架采用铸钢件及钢板焊接结构，轮对轴箱采用导框式定位结构，一系悬挂装置由螺旋弹簧、钢板弹簧、均衡梁等组成。二系悬挂装置为橡胶对旁承。每节机车的后部为冷却室，柴油机水冷系统设有22个冷却单节，机油热交换器及液力传动箱工作油系统设有10个冷却单节，柴油机曲轴驱动两台轴流式风扇，使热量在散热器中传给空气而冷却。制动系统使用马特洛索夫空气制动机。

### 柴油机
每节机车装用两台М756型柴油机，该型柴油机是在TG100型机车所使用的M751型柴油机的基础上改进而成，两者结构基本相同，但М756型柴油机改为采用废气涡轮增压器、钢制气缸套、独立的进气歧管、减少机油消耗的活塞环等各种改良措施，使其额定功率进一步提高到1000马力。М756型柴油机为12气缸、四冲程、涡轮增压的V型高速柴油机，气缸直径为180毫米，活塞行程为200毫米（副缸为209.8毫米），额定转速为每分钟1500转，最低稳定转速为每分钟500转，额定功率为1000马力，单位燃料消耗量为165～170克/有效马力·小时。柴油机通过橡胶垫固定在车体底架上，柴油机缸体及油底壳采用铝合金铸造结构，活塞采用铝合金冲压件加工工艺。柴油机并具有超速保护装置。

### 传动系统
根据全苏内燃机车科学研究院（ВНИТИ）的建议，TG102型柴油机车不再采用TG100型机车的液力机械传动系统，转为纯粹的液力传动系统。TG102型机车的液力传动系统，主要包括液力传动箱、车轴分配齿轮箱、万向轴等。柴油机通过万向轴将功率传递到液力传动箱的减速齿轮箱（齿轮比为59：58），再从液力变速箱输出法兰，以第二万向轴传给转向架上的车轴齿轮箱，从而驱动轮对。机车采用了卢甘斯克机车制造厂研制的Л60型液力传动箱，液力传动箱安装在转向架构架上，由两个复合式液力变扭器、换向齿轮机构、轴向减速齿轮组成。第一级变扭器传动比为38：56，而第二级变扭器传动比为57：37，换向齿轮传动比为37：37，换向齿轮到分配齿轮箱的传动比为35：47。分配齿轮箱具有一对传动比为27：27的锥齿轮，以及一个传动比为21：64的直齿轮，两者均安装在同一箱体内。

## 参看
- TG100型柴油机车
- TG106型柴油机车
- TGP50型柴油机车